# Circuito Brasileiro de Voleibol de Praia Feminino - Challenger de 2019
O Circuito Brasileiro de Voleibol de Praia - Challenger de 2019, também chamado de Circuito Banco do Brasil de Vôlei de Praia Challenger, foi a oitava edição da principal competição nacional de Vôlei de Praia Challenger na variante feminina, iniciado em 6 de junho de 2019.

## Resultados

### Circuito Challenger
| Evento                                                               | Ouro                                      | Prata                                     | Bronze                             | Quarto lugar                        |
| 1ª Etapa Jaboatão dos Guararapes, Pernambuco 6 a 9 de junho de 2019. | / Josimari Alves Juliana Felisberta Silva | / Aline Lebioda Juliana Simões            | / Andressa Cavalcanti Diana Bellas | / Izabel Cristina Neide Sabino      |
| 2ª Etapa Cabo Frio, Rio de Janeiro 4 a 7 de julho de 2019.           | / Andressa Cavalcanti Diana Bellas        | / Josimari Alves Juliana Felisberta Silva | / Aline Lebioda Juliana Simões     | / Solange Leal Teresa Cavalcanti    |
| 3ª Etapa Maringá, Paraná 25 a 28 de julho de 2019.                   | / Josimari Alves Juliana Felisberta Silva | / Andressa Cavalcanti Diana Bellas        | / Aline Lebioda Vitória Rodrigues  | / Ana Carolina Costa Victória Tosta |
| 4ª Etapa Teresina, Piauí 15 a 18 de agosto de 2018.                  | / Josimari Alves Juliana Felisberta Silva | Jéssica Santiago "Índia" Rafaela Fares    | / Carol Horta Ângela Lavalle       | / Vivian Cunha Sandressa Miranda    |